# جورج إس. روب
جورج إس. روب (بالإنجليزية: George Seanor Robb)‏ هو عسكري أمريكي، ولد في 18 مايو 1887 في أساريا في الولايات المتحدة، وتوفي في 14 مايو 1972 في توبيكا في الولايات المتحدة.